# Bergwerk Le Puy
Das Bergwerk Le Puy ist ein stillgelegtes Erzbergwerk im Südosten des Gemeindegebietes von Nontron im nordwestlichen Massif Central Frankreichs. Gefördert wurde vor allem silberhaltiger Galenit (Bleiglanz). Mit einer Gesamtförderung von etwa 1200 t Erz war Le Puy ein Kleinbergwerk.

## Geographie

### Lage
Das Bergwerk liegt 3,5 Kilometer südöstlich von Nontron (Luftlinie), unmittelbar rechtsseitig der D 707 von Nontron nach Saint-Pardoux-la-Rivière, auf 278 Meter Höhe über dem Meeresspiegel.

### Geologie
Das Bergwerk folgte einem ostsüdöstlich (115 bis 120°) streichenden Erzgang in flach lagernden Paragneisen. Der 0,5 bis 1,20 Meter mächtige, steil nach Norden einfallende Gang enthielt als Gangart Quarz und Baryt und war mit den Mineralen Galenit (sehr massiv), Sphalerit (Zinkblende), Pyrit und Bleioxiden vererzt. Er liegt unmittelbar östlich der südsüdost-streichenden (160°) Randstörung des Zentralmassivs, welche sich hier im Gelände als deutlicher topographischer Abbruch manifestiert.
Ähnlich wie bei dem etwas weiter südöstlich liegenden Bergwerk Neuil handelt es sich auch hier um einen hydrothermalen Gang, dessen Erze im Temperaturbereich 300 bis 150 °C abgeschieden wurden. Der Gang gehört zur Zinkblende-Pyrit-Bleiglanz-Chalkopyrit- Vergesellschaftung, enthält aber kein Chalkopyrit. Der Erzgehalt dürfte auf die Abkühlphase des die Paragneise intrudierenden Piégut-Pluviers-Granodiorits, der weniger als einen Kilometer weiter nördlich ansteht, zurückzuführen sein. Die zu beobachtende Turmalinitisation ist ein weiteres Indiz für die relative Nähe des Granodiorits.

## Mineralogie
Die Le-Puy-Lagerstätte enthält folgende Minerale:
- Baryt: Beige bis weiße Gangart im Blätterhabitus. Kann stellenweise vorherrschend werden. Wird von Bleiglanzkörnern überwachsen.
- Galenit: Bildet teils recht große Würfel in Quarz, als Körner aufgewachsen auf Baryt. Mittelmäßig silberhaltig mit etwa 400 Gramm pro Tonne, kann aber gelegentliche Spitzenwerte von 1700 Gramm/Tonne erreichen.
- Cerussit: Kleidet Geoden aus, die sich im oberen Gangabschnitt befanden.
- Markasit: Tritt pulverförmig oder im Hahnenkammhabitus auf.
- Quarz: Normalerweise häufigste Gangart.
- Pyrit
- Sphalerit: Als derbe Massen mit einem Silbergehalt von bis zu 946 Gramm/Tonne.
- Turmalin (hier: Schörl): Als Kluftbeläge in feldspatreichen Absonderungen im Paragneis.

## Geschichte
Der Abbau der Lagerstätte begann 1899. Bereits einige Jahre vor dem Ablauf der Abbauerlaubnis 1939 wurde das Bergwerk stillgelegt. Als Zugang zur Lagerstätte dienten drei Schächte. Der Hauptförderschacht Sainte Louise hatte eine Teufe von 75 Metern. Von ihm aus waren bei 13, 33, 53 und 70 Meter Teufe vier Sohlen in den Berg getrieben worden. Die tiefste Sohle erreichte über einen 670 Meter langen Stollen nach Durchschlagen eines weiteren Erzganges – dem so genannten Pré-Granger-Gang – wieder das Tageslicht beim Weiler Le Puy. Die Sohlen erstreckten sich über mehrere hundert Meter unter der D 707 nach Osten und folgten dem Erzgang und seinen Adern bis in eine Tiefe von 110 Meter.
Von der Anlage sind heute noch das ehemalige Verwaltungsgebäude, das Wohnhaus der Belegschaft, das Fördermaschinenhaus, das Sprengstofflager und Fundamentreste der Nasswäsche erhalten, das hölzerne Fördergerüst wurde abgebrissen.

## Förderleistung
Insgesamt wurden in Le Puy etwa 1000 Tonnen 65–75-prozentiges Bleikonzentrat, 100 Tonnen 45–50-prozentiges Zinkkonzentrat, 100 Tonnen 35–50-prozentiges Pyritkonzentrat sowie 200 Kilogramm Silber gefördert.
Der Erzgang wurde bis auf eine Teufe von 70 Meter vollständig abgebaut.